# Platythyrea cribrinodis
Platythyrea cribrinodis is een mierensoort uit de onderfamilie van de Ponerinae. De wetenschappelijke naam van de soort is voor het eerst geldig gepubliceerd in 1859 door Gerstäcker.